# Blind Fire
«Blind Fire» — другий студійний альбом фінського павер-метал-гурту Leverage. Реліз відбувся 16 січня 2008 року.

## Список композицій
1. "Shadow in the Rain" — 05:52
2. "King of the Night" — 04:37
3. "Stormchild" — 04:59
4. "Sentenced" — 04:59
5. "Hellhorn" — 06:11
6. "Mister Universe" — 05:43
7. "Don’t Touch The Sun" — 05:38
8. "Run Down the Hill" — 04:57
9. "Heart of Darkness" — 05:05
10. "Learn to Live" — 04:54

### Японське видання
1. "Yesterdays" — 04:35
2. "Rockethead" — 05:18

## Чарти
| Чарт (2008)                                        | Позиція |
| -------------------------------------------------- | ------- |
| Фінляндія Finnish Albums (Suomen virallinen lista) | 24      |

## Учасники запису
- Пекка Ансіо Хейно – вокал
- Торсті Спуф – гітари
- Пекка Лампінен – бас-гітара
- Туомас Хейккінен – гітари
- Марко Ніскала – клавішні
- Валттері Ревонкорпі – барабани